# Файльбе Фланн

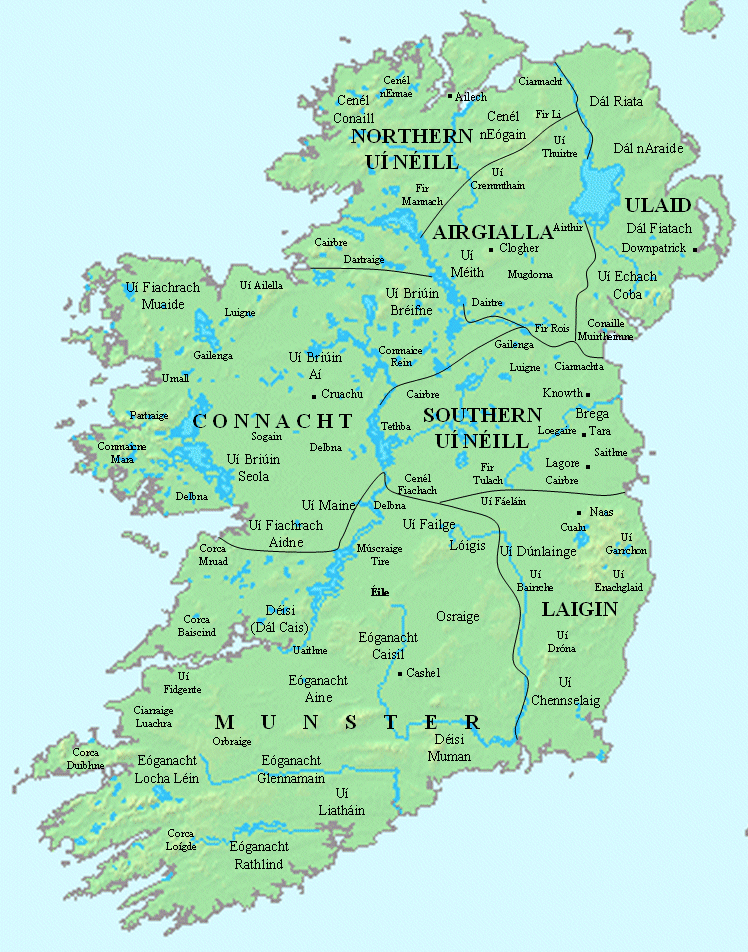
Ирландия в Раннее Средневековье

Файльбе Фланн (др.‑ирл. Faílbe Flann; умер в 637 или 639) — король Мунстера (626/628—637/639) из рода Кашелских Эоганахтов.

## Биография
Файльбе Фланн был сыном Аэда Чёрного и братом Фингена мак Аэдо Дуйба, правившего Мунстером в 603—619 годах. Владения его семьи находились вблизи Кашела. Прозвище Файльбе — Фланн (др.‑ирл. Flann) — переводится как «кроваво-красный».
По свидетельству средневековых исторических источников, Файльбе Фланн получил власть над Мунстером в 626 или в 628 году. На престоле он был преемником скончавшегося короля Катала мак Аэдо из Глендамнахских (Глендамайнских) Эоганахтов. Об этом упоминается в трактате «Laud Synchronisms». О Файльбе Фланне как об одном из ранних «королей Кашела» упоминается в ирландской саге «История обнаружения Кашела», но здесь он ошибочно назван преемником Федлимида мак Тигернайга и предшественником Фингуне мак Катайла.
При короле Файльбе Фланне мунстерцы участвовали в нескольких вооружённых конфликтах со своими соседями. Первый из этих конфликтов произошёл уже в самом начале правления Файльбе. Наиболее ранняя из датировок этого события — 627 год — содержится в «Анналах Ульстера», наиболее поздняя — 629 год — в «Анналах Инишфаллена». По свидетельству этого источника, Файльбе Фланн вмешался в коннахтские междоусобия, поддержав правителя этого королевства Рогаллаха мак Уатаха. В сражении при Карн Ферадайге (современном Каэрнарри) мунстерское войско нанесло тяжёлое поражение претенденту на коннахтский престол Гуайре Айдне и его союзнику, королю Уи Мане Коналлу мак Маэл Дуйбу. В «Истории Ирландии» автора XVII века Джеффри Китинга сообщается о том, что причиной войны было желание Гуайре Айдне возвратить Коннахту захваченный мунстерцами Томонд. По мнению современных историков, это поражение Гуайре Айдне из рода Уи Фиахрах позволило Рогаллаху беспрепятственно править Коннахтом вплоть до своей смерти и, таким образом, заложить основы будущего процветания рода Уи Бриуйн. Также предполагается, что победа при Карн Ферадайге позволила мунстерским десси расширить подконтрольную им территорию на земли современного графства Клэр, ранее находившиеся под властью Гуайре Айдне.
В 633 году вместе со своими союзниками, правителем Уи Дунлайнге (Северного Лейнстера) Фаэланом мак Колмайном и королём Миде Коналлом Гутбинном, в сражении при Ат Гоане (к западу от Лиффи) Файльбе Фланн одержал победу над королём всего Лейнстера Кримтаном мак Аэдо, павшим на поле боя. Вероятно, целью участников коалиции было свержение короля Кримтанна, покровительство которому оказывал их враг, верховный король Ирландии Домналл мак Аэдо. Победа при Ат Гоане позволила Фаэлану мак Колмайну взойти на престол Лейнстера. В одном из мунстерских трактатов утверждает, что при этом монархе король Файльбе Фланн установил свою верховную власть над Лейнстером и даже выплачивал лейнстерскую дань Уи Нейллам. Однако историк Ф. Д. Бирн отверг это свидетельство как отражение позднейших мунстерских притязаний на власть над «половиной Муга» (Южной Ирландией).
Файльбе Фланн скончался в 637 или 639 году. Его преемником на мунстерском престоле был Куан мак Амалгадо из рода Эоганахтов из Айне.
Согласно средневековым генеалогиям (в том числе, сохранившимся в «Мунстерской книге»), у Файльбе Фланна было два сына: Колгу, также как и его отец бывший королём Мунстера, и Фогартах.